# Климашкин, Алексей Федотович
Алексе́й Федо́тович Клима́шкин (25 декабря 1925, Матышево, Саратовская губерния — 17 февраля 1944, Великая Костромка, Днепропетровская область) — красноармеец Рабоче-крестьянской Красной армии, участник Великой Отечественной войны, Герой Советского Союза (1944).

## Биография
Родился в 1925 году в селе Матышево, волостном центре Матышевской волости Аткарского уезда Саратовской губернии (ныне село относится к Руднянскому району Волгоградской области).
Окончил среднюю школу, после чего вместе с семьёй переехал в Москву, работал слесарем на заводе боеприпасов. Проживал по адресу: Краснопресненский Вал, дом 23, квартира 7.
В октябре 1943 года Климашкин был призван на службу в Рабоче-крестьянскую Красную армию и направлен на фронт командиром расчёта станкового пулемёта 174-го гвардейского стрелкового полка 57-й гвардейской стрелкового дивизии 8-й гвардейской армии 3-го Украинского фронта. Неоднократно отличался во время освобождения Днепропетровской области Украинской ССР.
31 января 1944 года в бою у села Ново-Николаевка Климашкин уничтожил более 40 солдат и офицеров противника. 1 февраля 1944 года во время боя за хутор Шевченко он уничтожил ещё 16 солдат и офицеров. 7 февраля Климашкин заменил собой погибшего командира роты и организовал отражение немецкой контратаки. В том бою он получил ранение, но продолжал сражаться. 17 февраля в бою за село Великая Костромка Апостоловского района Климашкин, несмотря на ранение, ворвался в дом, где засели пулемётчики противника, и вступил с ними в рукопашную схватку. В том бою он уничтожил 26 вражеских солдат и офицеров, но и сам погиб. Похоронен в Великой Костромке.
Указом Президиума Верховного Совета СССР от 3 июня 1944 года за «образцовое выполнение боевых заданий командования на фронте борьбы с немецкими захватчиками и проявленные при этом отвагу и геройство» гвардии красноармеец Алексей Климашкин посмертно был удостоен высокого звания Героя Советского Союза.

## Награды
- Герой Советского Союза. Указ Президиума Верховного Совета СССР от 3 июня 1944 года (посмертно):
  - Медаль «Золотая Звезда»,
  - орден Ленина.
- Орден Славы III степени. Приказ командира 57-й гвардейской стрелковой дивизии № 47 от 22 февраля 1944 года.
- Медаль «За отвагу». Приказ командира 174-го гвардейского стрелкового полка № 32/н от 27 января 1944 года.

## Память
- В честь Климашкина названы улицы в Великой Костромке, Донецке и Москве[2].
- В городском парке Покрова Днепропетровской области на Аллее Славы установлена стела Герою.
- Фамилия Героя увековечена на стелах Аллеи Героев в Волгограде.
- Навечно зачислен в списки личного состава 174-го гвардейского стрелкового полка (приказ Министра обороны СССР от 5 апреля 1956 года)[2].